# Inna Gaponenko

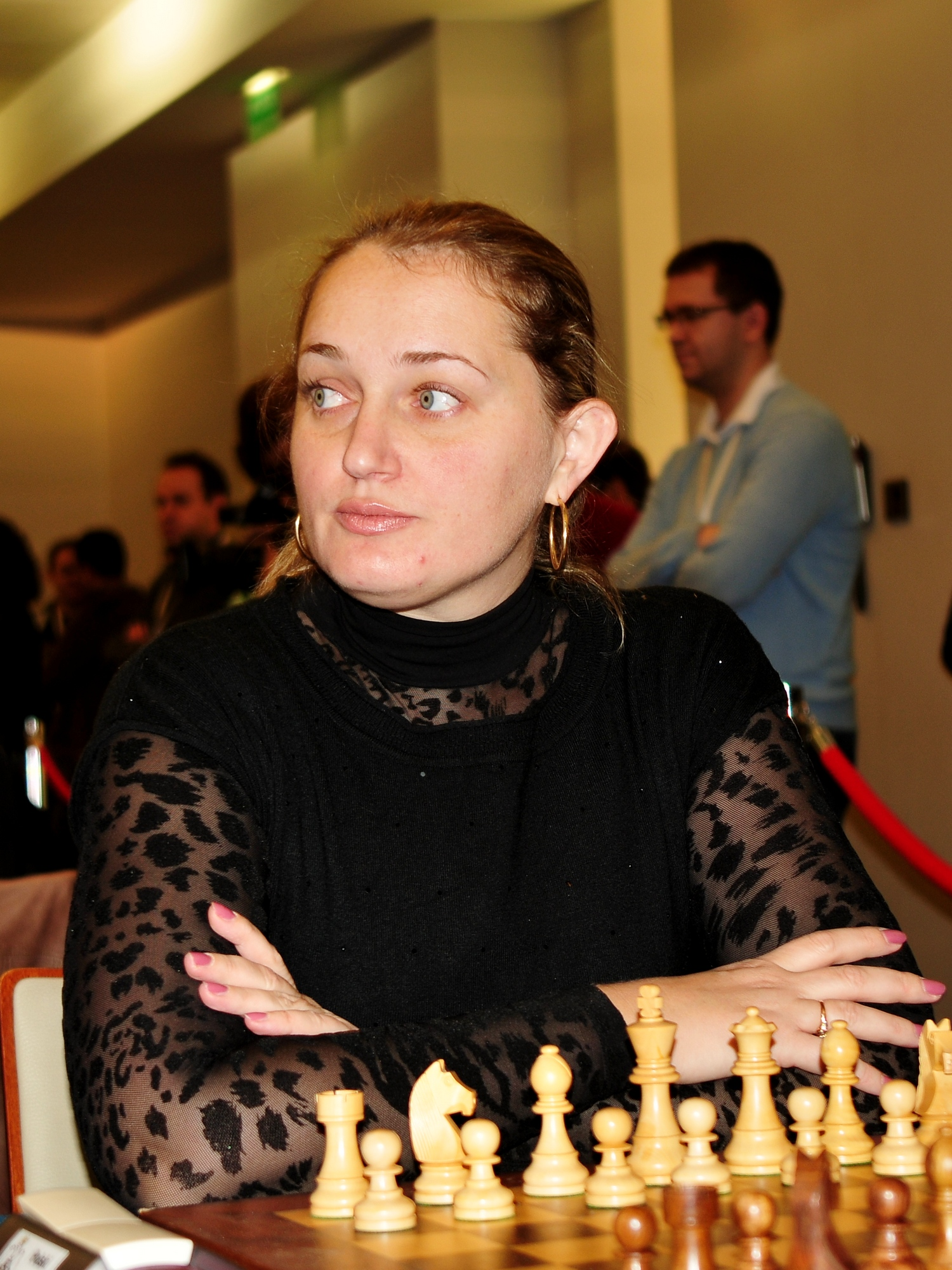
Inna Gaponenko (2013)

Inna Janovska-Gaponenko (Oekraïens: Інна Яновська-Гапоненко) (Cherson, 22 juni 1976) is een Oekraïense schaakster. Zij is een internationaal meester (IM) en grootmeester bij de vrouwen (WGM). In 2016 is haar FIDE-rating 2406. 
- In juli 2005 speelde Gaponenko mee in het Biel grootmeestertoernooi en eindigde daar op de derde plaats met 6 punten uit negen ronden. Almira Skripchenko werd eerste met 6.5 punt.
- In 2007 was zij onderdeel van het vrouwenteam van Oekraïne bij het Wereldkampioenschap schaken voor landenteams. Dit was de eerste keer dat dit WK een aparte vrouwenafdeling kende. Het team van Oekraïne eindigde als derde.
- In 2009 was zij onderdeel van het vrouwenteam van Oekraïne bij het Europees schaakkampioenschap voor landenteams. Het team eindigde als derde.
- In 2013 was zij onderdeel van het vrouwenteam van Oekraïne bij het Wereldkampioenschap schaken voor landenteams. Het team eindigde op de eerste plaats.
- In 2016 werd ze met het vrouwenteam van Oekraïne derde op de 42e Schaakolympiade, ze speelde aan het vijfde bord.